# Klavirski avtomat
Klavirski avtomat je bila mehanska naprava, ki je bila »priključena« na klavir in je avtomatsko izvajala skladbo. Običajno je deloval z valji in iglicami (podobno kot lajna) ali pa je uporabljal luknjani trak za izvajanje skladb.
En takšen avtomat hrani Pokrajinski muzej Ptuj v slavnostni dvorani gradu in še deluje. Imenuje se Phonola (znamke Hupfeld) datira z letnico okoli 1905.